# Wipeout Pure
Wipeout Pure eller WipEout är ett datorspel för Playstation Portable, utvecklat av Sony Studio Liverpool. Spelet är det sjätte i serien och lanserades i Europa i september 2005. Spelet utspelar sig år 2197 i den fiktiva FX300-antigravitationsracingligan. 

## Spel
Målet med spelet är att åka snabbast och få flest poäng. Det finns elva vapen, bland annat turbo, sköld, autopilot och raketer. Både datorstyrda motståndare och multiplayer finns. I spelet finns åtta lag att välja mellan och fyra hastighetsnivåer.